# Deutsche Schabe
Die Deutsche Schabe (Blattella germanica), wie die Gemeine Küchenschabe (Blatta orientalis) auch als „Küchenschabe“ (Kakerlake) bezeichnet, ist eine Art der Schaben. Bekannt ist sie als Vorratsschädling, der durch die Übertragung von Krankheitserregern auf den Menschen auch gesundheitliche Schäden verursachen kann.

## Merkmale

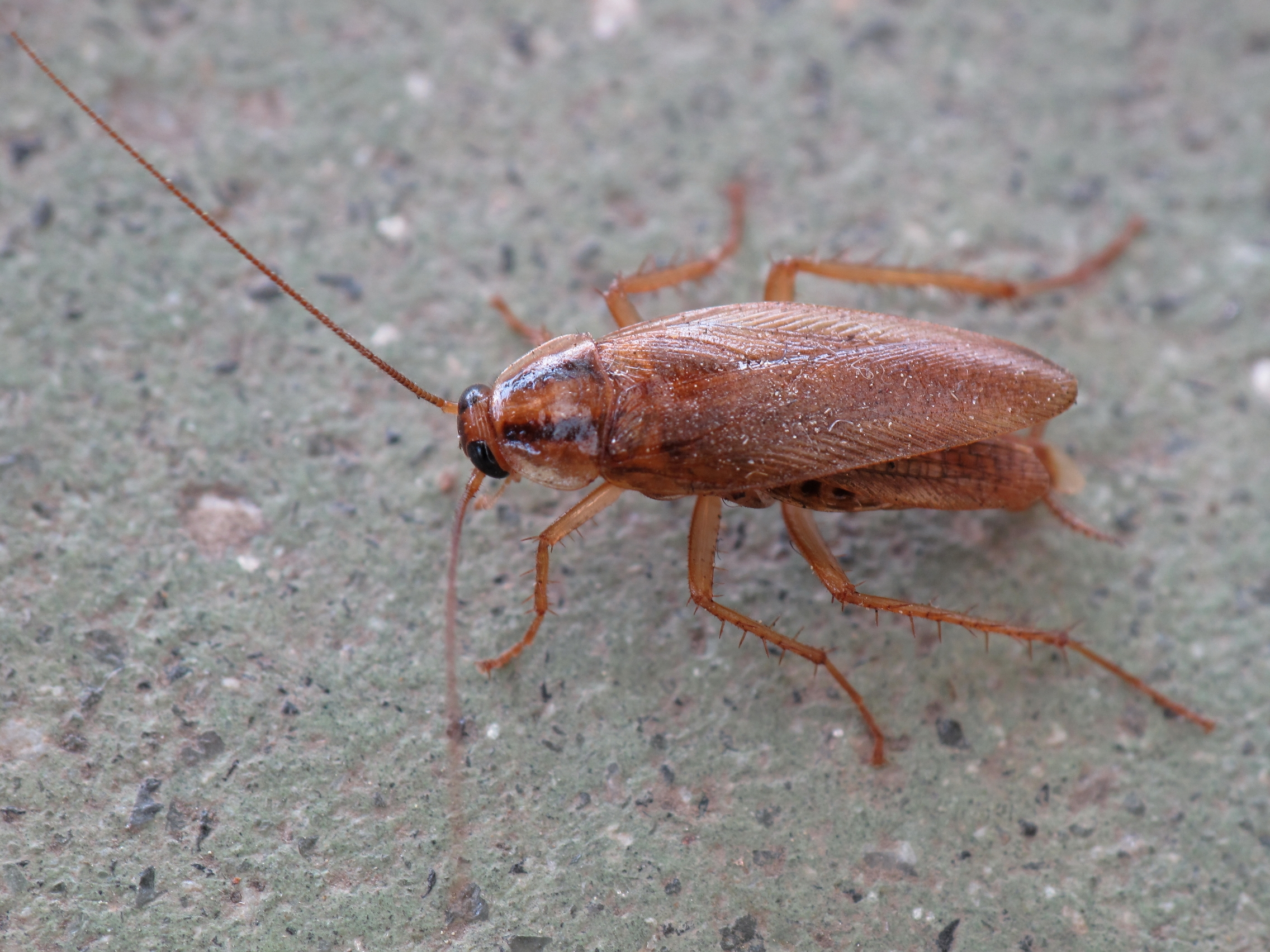
Deutsche Schabe

Ausgewachsene Schaben sind 13 bis 16 mm lang und hell- bis dunkelbraun gefärbt. Auf dem Prothorax befinden sich zwei parallele schwarze Längsstreifen. Die Weibchen sind dunkler gefärbt als die Männchen.
Ihr Hinterleib ist im Vergleich zu den Männchen breiter und hinten abgerundet. Die erwachsenen Tiere haben zwar Flügel, können aber nicht fliegen. Bei den leichteren Männchen kann man allenfalls einen Gleitflug beobachten. Dafür ist die Deutsche Schabe ein guter Läufer und kann bis zu 29 cm/s zurücklegen.
Die Deutsche Schabe ist ovipar und produziert 6 bis 9 mm lange, hell- bis mittelbraun gefärbte Eibehälter. Die Eipakete (Ootheken) sind in der Regel mehr als doppelt so lang wie breit und leicht sichelförmig gebogen. Die ersten beiden Larvenstadien haben eine dunkelbraun bis schwarz gefärbte Brust. Auf dem Rücken befindet sich ein hellbrauner Streifen. Die späteren Larvenstadien sind heller gefärbt.
Die Deutsche Schabe ist generell nachtaktiv und verbringt etwa 75 % des Tages in ihren Verstecken. Tagsüber umherlaufende Tiere deuten meist auf einen sehr starken Befall und auf eine hohe Besatzdichte in den Verstecken hin.
Verwechslungen

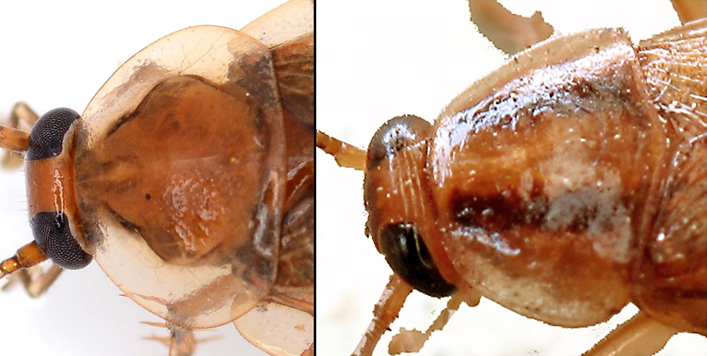
Halsschilde der Bernstein-Waldschabe (links) und der Deutschen Schabe (rechts, mit zwei dunklen Längsstreifen) im Vergleich

In Südeuropa, im Alpenraum und in den letzten Jahren vermehrt in Süddeutschland konnte die Bernstein-Waldschabe (Ectobius vittiventris (A. Costa, 1847)) beobachtet werden, die in Größe, Form und Farbe der Deutschen Schabe sehr ähnlich sieht. Der auffälligste Unterschied ist, dass bei der Bernstein-Waldschabe der Diskus des Pronotums ohne parallele dunkle Längsstreifen ist. Außerdem sind zumindest die Männchen von Ectobius vittiventris relativ gute Flieger. Meist sind es diese, die sich in menschliche Behausungen verirren, aber im Gegensatz zur Deutschen Schabe keinen Schaden anrichten, sondern nach wenigen Tagen zugrunde gehen. Bekämpfungsmaßnahmen sind daher bei Auftreten der Bernstein-Waldschabe nicht notwendig. Die Waldschabe ernährt sich von zersetztem pflanzlichen Material und zeigt auch im Gegensatz zu Blattella germanica oft Tagesaktivität.
Eine weitere ähnliche und harmlose Waldschabe ist die Gemeine Waldschabe (E. lapponicus), die vor allem in Nordeuropa vorkommt und sich dort auch schon mal in Häuser verirrt.

## Entwicklung
Die ausgewachsenen Schaben kopulieren bereits wenige Tage nach der Häutung, und die erste Oothek wird nach 1 bis 2 Wochen gebildet. Die mittlere Lebenserwartung der erwachsenen Tiere beträgt 100 bis 200 Tage.
Die Weibchen produzieren in diesem Zeitraum ca. 4 bis 8 Ootheken (im Mittel 5), die jeweils 18 bis 50 Eier enthalten können, meist ca. 36. Die Eibehälter werden von den Weibchen während der Embryonalentwicklung umhergetragen und mit Feuchtigkeit und Nährstoffen versorgt. Die Weibchen reduzieren ihre Aktivität während des Austragens der Ootheken.
Kurz vor dem Schlupf der Larven suchen die Weibchen eine Wasserquelle auf und erhöhen durch Wasseraufnahme ihren Haemolymph-Druck, wodurch die Oothek abgestoßen werden kann. Durch die obligatorische Wasseraufnahme der Weibchen wird gewährleistet, dass die frisch geschlüpften Larven, die nur einen eng begrenzten Aktionsradius haben, eine Feuchtigkeitsquelle zur Verfügung haben. Die Larven verharren die letzten drei Tage vor der nächsten Häutung in ihren Verstecken und bereiten sich auf diesen Prozess vor. Die ersten beiden Larvenstadien haben nur einen geringen Aktivitätsradius im Bereich ihrer Feuchtigkeitsquellen.
Die Entwicklung vom Ei bis zur geschlechtsreifen Imago kann unter optimalen Bedingungen bereits nach 40 Tagen abgeschlossen sein. Sie dauert in der Regel 2 bis 3, selten mehr als 7 Monate.
Die Imagines sowie die älteren Larvenstadien können durchaus bis zu 40 Tage hungern, wenn ausreichend Feuchtigkeit zur Verfügung steht.

## Vorkommen
Die Deutsche Schabe ist in den gemäßigten Breiten die häufigste Spezies und kommt in Gaststätten, Großküchen, Hotelbetrieben, Krankenhäusern, aber auch in (meist zentralbeheizten) Wohnungen vor.
Der Befallsschwerpunkt liegt häufig in Küchen oder Räumen, in denen Lebensmittel verarbeitet werden. Wäschereien werden wegen der hohen Temperatur und Feuchte ebenfalls gern von der Deutschen Schabe besiedelt und können bei ihrer Verbreitung besonders in Krankenhäusern eine wichtige Rolle spielen. Zoologische Gärten und Zoohandlungen haben aufgrund der dort herrschenden hohen Temperaturen ebenfalls häufig Schabenprobleme.
Moderne Einkaufszentren sind wegen der Wärme, des vielfältigen Nahrungsangebotes und der zahlreichen Versteckmöglichkeiten besonders gefährdet. Viehställe (besonders Schweineställe) in landwirtschaftlichen Betrieben können ebenfalls von der Deutschen Schabe besiedelt werden.
Im Freien kann diese Art nur unter günstigen warmen Bedingungen überleben, z. B. in Rottedeponien. Bevorzugt werden Bereiche, deren Temperatur mehr als 20 °C beträgt, in der Nähe einer Nahrungs- und einer Feuchtigkeitsquelle (hinter Waschbecken, Küchenschränken, Wärmeüberträgern von Kühlschränken, aber auch in elektrischen Geräten). Hinter Scheuerleisten, Türrahmen, defekten Fliesen, Mauerfugen, Bildern und Spiegeln werden die Tiere regelmäßig gefunden.
Schächte mit Warmwasser-, Abfluss- und Heizungsrohren, Fernheizungen und Müllschluckeranlagen sind ebenfalls ideale Verstecke und dienen gleichzeitig der Verbreitung. Während der Aktivitätszeit können sich die Tiere aber durchaus auch in kalten Bereichen aufhalten (z. B. zur Nahrungsaufnahme). Unter 4 °C sind die Tiere allerdings nicht mehr aktiv. Ihre obere Temperaturgrenze liegt bei 42 °C.
Jeder Spalt in der Umgebung einer Nahrungsquelle kann tagsüber als Versteck genutzt werden, wobei die Schaben ein auffälliges Aggregationsverhalten zeigen, das durch so genannte Aggregationspheromone gesteuert wird, die mit dem Kot abgegeben werden. Hierbei reichen dem ersten Larvenstadium Spalten von 1 mm Höhe, die Imagines benötigen mindestens 5 mm.
Die Tiere werden meist in Verpackungen von Lebensmitteln (z. B. Wellpappe), in Paletten und dergl., aber auch in gebrauchten Elektrogeräten (Kühlschränke, Fernseher, Mikrowellen usw.) in den Wohnbereich eingeschleppt. Von einer günstigen Befallsquelle (z. B. Gastwirtschaft) kann eine kontinuierliche Einwanderung in die Umgebung erfolgen.
Historisches
Die Bezeichnung Deutsche Schabe wurde vor rund 250 Jahren von Carl von Linné in den wissenschaftlichen Sprachgebrauch eingeführt, da ihr Holotypus aus Deutschland stammt. Schon früh wurde erkannt, dass diese Art in Europa ausschließlich vergesellschaftet mit dem Menschen vorkommt, dass es in Europa also keine Populationen in natürlichen Biotopen gibt und die Art folglich als invasiv einzuordnen ist. Auch nahe Verwandte der Art fehlen in Europa. Zugleich gab es Hinweise, dass die weltweite Verbreitung dieser Art im späten 19. und frühen 20. Jahrhundert ebenfalls ausschließlich im unmittelbaren Umfeld des Menschen geschah und von Europa ausging. Ungeklärt blieb jedoch, in welcher Region die Art ursprünglich heimisch war; einige Indizien sprachen laut einem 2019 publizierten Review-Artikel für Südasien. Als nächster Verwandter wurde 1985 anhand morphologischer Merkmale die Art Blattella asahinai benannt, die am Golf von Bengalen (im Osten von Indien und in Myanmar) heimisch ist.
2024 wurden schließlich umfangreiche DNA-Analysen publiziert, die frühere Verweise auf Blattella asahinai als unmittelbarer Vorfahre von Blattella germanica bestätigten. Demnach trennten sich beide Arten vor rund 2100 Jahren, als sich eine Teilpopulation der Ursprungsart in Indien oder Myanmar an das Leben in Unterkünften des Menschen anpasste. Danach kam es vor rund 1200 Jahren – vermutlich im Zusammenhang mit islamischen Dynastien – zu einer Ausbreitung nach Westen über den Nahen Osten und vor knapp 400 Jahren zu einer zweiten Ausbreitungswelle im Zusammenhang mit dem europäischen Kolonialismus.

## Ernährung
Die Deutsche Schabe ist ein Allesfresser. Allerdings ist sie als unspezialisierte Art im Unterschied zu Monophagen auf energetisch leicht aufschließbare Materialien angewiesen. Holz, Leder oder Papier genügen alleine nicht. Die Aktivität der Tiere ist zum einen abhängig vom Nahrungsvorkommen und vom Entwicklungsstadium bzw. von der Physiologie.

## Schadwirkung
Die durch die Deutsche Schabe hervorgerufenen Fraßschäden an Lebensmitteln und Vorräten, aber auch an Leder, Textilien und Papier sind meist gering. Die Kontamination der Nahrungsmittel mit Kot, Kropfinhalt oder Ausscheidungen aus Speicheldrüsen stellen dagegen ein nicht zu unterschätzendes Gesundheitsrisiko dar. In landwirtschaftlichen Betrieben kommt es aufgrund der Übertragung von Krankheitskeimen durch Schaben auf das Vieh zu Verlusten im Fleisch- und Milchertrag.
Wegen der Verunreinigung und des durch die Schaben verbreiteten üblen Geruchs sind kontaminierte Lebensmittel für den menschlichen Verzehr nicht mehr geeignet.
Deutsche Schabe als Krankheitsüberträger
Sie ist zweifelsfrei Überträger folgender Krankheiten: Milzbrand, Salmonellose und  Tuberkulose. Weiterhin ist sie auch ein Zwischenwirt für Fadenwürmer.
Eine Studie, die 2005 in den USA vom National Institute of Environmental Health Sciences (NIEHS) und dem National Institute of Allergy and Infectious Diseases (NIAID) durchgeführt wurde, stellte fest, dass Allergene, die von Schaben stammen, Asthmasymptome in stärkerem Maße hervorrufen können als andere bekannte Auslöser.
In Mitteleuropa ist die Art als Vektor von Krankheiten ohne besondere Bedeutung.

## Bekämpfung
Wichtig ist die rechtzeitige Entdeckung von Befällen. Hierzu sind Detektoren (Klebefallen) mit entsprechenden Lockstoffen bestens geeignet.
Deutsche Schaben bekämpft man durch das Ausbringen von Fraßködern oder durch Sprays. Hierbei ist die Beköderung mit Fraßgiften zu bevorzugen, da sie die wenigsten Risiken für die Umwelt bergen. Da Schabenbekämpfung durch Einzelmaßnahmen keinen durchschlagenden Erfolg bringt, können nur kontinuierlich durchgeführte und überprüfte Bekämpfungen nach einem festen System zu einem dauerhaft wirkungsvollen Ergebnis führen. Chemische Bekämpfungen sollten nur durch sachkundige Schädlingsbekämpfer ausgeführt werden.
Die Entwicklung von Deutschen Schaben ist stark vom Nahrungs- und dem Wasserangebot in den Befallsbereichen abhängig. Deshalb erhöhen Sauberkeit und die Abwesenheit von Wasser den schnellen Tilgungserfolg bei Bekämpfungen und verringern das Risiko einer erneuten Ansiedlung.
Deutsche Schaben nutzen alle Spalten im Mauerwerk, an Maschinen etc. als Niststätten. Deshalb sollten alle Ritzen in Wänden, am Fußboden etc. verschlossen werden.